# Mardan
Mardan (paszto/urdu: مردان‬) – miasto w północnym Pakistanie, w Chajber Pasztunchwa, na północny wschód od Peszawaru. Około 308 tys. mieszkańców.